# Colored Hockey League
A Colored Hockey League (rövidítve: CHL) egy kanadai, csak feketékből álló jégkorongbajnokság volt. A ligát 1895-ben alapították az új-skóciai Halifaxben. A bajnokságban Kanada tengeri tartományaiból (Új-Skócia, Új-Brunswick, Prince Edward-sziget) származó csapatok játszottak. A Colored Hockey League 1895-től volt aktív, míg végül a gazdasági világválság okozta nehézségek miatt az 1930-as években szűnt meg.

## Története

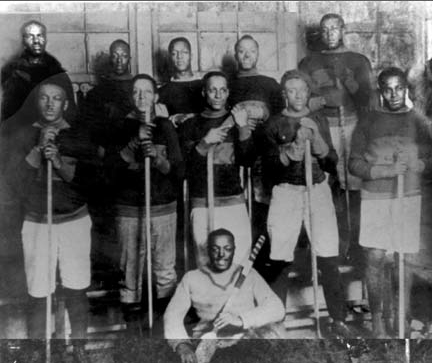
Az Africville Sea-Sides csapata

A Colored Hockey League-et 1895-ben alapította egy baptista vezetőkből és fekete értelmiségiekből álló csoport, név szerint James Borden, James Robinson Johnston, James A.R Kinney és Henry Sylvester Williams. A bajnokság létrehozásának célja fekete fiatalok a templomba csábítása volt a misék utáni jégkorongmeccsekkel, amit különböző templomok csapatai játszottak.

## Csapatok
- Dartmouth Jubilees
- Africville	Sea-Sides
- Truro Victorias
- Charlottetown West End Rangers
- Amherst Royals
- Hammond Plains Moss Backs
- Halifax Eurekas

## Emlékezete
2020 januárjában a Canada Post kiadott egy postai bélyeget, ami az 1906-os bajnok Halifax Eurekas csapatát ábrázolta, ezzel megemlékezve a kanadai fekete jégkorongozókról.
A bajnokság történetét két film is feldolgozta, az egyik a 2016-os Damon Kwame Mason által rendezett Soul on Ice, a másik a 2022-es Hubert Davis által rendezett Black Ice.